# 23 Ursae Majoris
23 Ursae Majoris (h Ursae Majoris) é uma estrela na direção da Ursa Major. Possui uma ascensão reta de 09h 31m 31.57s e uma declinação de +63° 03′ 42.5″. Sua magnitude aparente é igual a 3.65. Considerando sua distância de 75 anos-luz em relação à Terra, sua magnitude absoluta é igual a 1.83. Pertence à classe espectral F0IV.